# 대한민국 상법 제524조
대한민국 상법 제524조는 신설합병의 합병계약서에 대한 상법 회사법의 조문이다.

## 조문
상법 제524조 (신설합병의 합병계약서) 합병으로 회사를 설립하는 경우에는 합병계약서에 다음의 사항을 적어야 한다.
1. 설립되는 회사에 대하여 제289조제1항제1호부터 제4호까지에 규정된 사항과 종류주식을 발행할 때에는 그 종류, 수와 본점소재지
2. 설립되는 회사가 합병당시에 발행하는 주식의 총수와 종류, 수 및 각 회사의 주주에 대한 주식의 배정에 관한 사항
3. 설립되는 회사의 자본금과 준비금의 총액
4. 각 회사의 주주에게 지급할 금액을 정한 때에는 그 규정
5. 전조제5호와 제6호에 게기한 사항
6. 합병으로 인하여 설립되는 회사의 이사와 감사 또는 감사위원회의 위원을 정한 때에는 그 성명 및 주민등록번호

第524條 (新設合倂의 合倂契約書) 합병으로 회사를 설립하는 경우에는 합병계약서에 다음의 사항을 적어야 한다.
1. 설립되는 회사에 대하여 제289조제1항제1호부터 제4호까지에 규정된 사항과 종류주식을 발행할 때에는 그 종류, 수와 본점소재지
2. 設立되는 會社가 合倂當時에 發行하는 株式의 總數와 種類, 數 및 各 會社의 株主에 對한 株式의 配定에 關한 事項
3. 설립되는 회사의 자본금과 준비금의 총액
4. 各 會社의 株主에게 支給할 金額을 定한 때에는 그 規定
5. 前條第5號와 第6號에 揭記한 事項
6. 합병으로 인하여 설립되는 회사의 이사와 감사 또는 監査委員會의 위원을 정한 때에는 그 성명 및 주민등록번호